# Gedenkramen in de Martinikerk (Bolsward)
De gedenkramen in de Martinikerk zijn een oorlogsmonument in de Nederlandse stad Bolsward.

## Achtergrond
De twee glas-in-loodramen herinneren de inwoners van Bolsward aan de Tweede Wereldoorlog en verwijzen naar de bezettingsjaren en de bevrijding. Ze werden in 1945 gemaakt door Louis Boermeester. Wegens restauratie van de Martinikerk werden ze pas tien jaar later geplaatst. Op 11 juli 1955 vond de onthulling plaats. 
Boermeester maakte ook de gedenkramen in het gemeentehuis (1946).

## Beschrijving
Het raam in de noordwand verbeeldt de bezetting. In het in donkere kleuren uitgevoerde raam zijn onder meer verwoestingen, grafkruisen en Duitse soldaten afgebeeld. Een boer die zijn melkbus leegt is symbool voor de April-meistakingen van 1943.
Het veel lichtere raam in de westwand draait om de bevrijding; een huilende moeder heeft verdriet om haar overleden zoon, maar daarboven wapperen de vlaggen, een boer gaat weer aan het werk en de bezetters worden door de Canadezen verdreven.